# ميتش نيلسون
ميتش نيلسون (بالإنجليزية: Mitch Nilsson)‏ هو لاعب كرة قاعدة أسترالي، ولد في 24 مايو 1991 في بريزبان في أستراليا.

## وصلات خارجية
- ميتش نيلسون على موقع دوري أستراليا لكرة القاعدة (الإنجليزية)
- ميتش نيلسون على موقعبيزبول رفرنس.كوم (الدوري الثانوي) (الإنجليزية)